# Ernest Preston
Ernest Preston (* 23. August 1901 in Middlesbrough; † 9. Mai 1966 ebenda) war ein englischer Fußballspieler.

## Karriere
Preston war als Amateur für South Bank in der Northern Football League aktiv, beim Finalspiel im FA Amateur Cup 1922 gehörte er allerdings nicht zum Aufgebot. Gegen Ende der Saison 1922/23 half Preston in der Football League Third Division North bei Durham City aus und kam als linker Verteidiger an der Seite von Hugh Elliott zu acht Ligaeinsätzen, als das Team die Saison auf dem letzten Tabellenrang beendete. In der Folge war Preston weiter für South Bank aktiv und kam im März 1928 bei einem 2:1-Sieg der englischen Amateurnationalmannschaft gegen Wales zum Einsatz.